# Loch of Toftingall
Loch of Toftingall är en sjö i Storbritannien.   Den ligger i kommunen Highland och riksdelen Skottland, i den norra delen av landet, 800 km norr om huvudstaden London. Loch of Toftingall ligger 76 meter över havet.  Trakten runt Loch of Toftingall består i huvudsak av gräsmarker.